# Крістолц
Крістолц (рум. Cristolț) — село у повіті Селаж в Румунії. Адміністративний центр комуни Крістолц.
Село розташоване на відстані 370 км на північний захід від Бухареста, 29 км на схід від Залеу, 49 км на північ від Клуж-Напоки.

## Населення
За даними перепису населення 2002 року у селі проживали 752 особи, з них 751 особа (99,9%) румунів. Рідною мовою 751 особа (99,9%) назвала румунську.